# Roeweria virescens
Roeweria virescens is een hooiwagen uit de familie Gonyleptidae.